# スピンアイス
スピンアイスは、磁性体の一種。フラストレーションにより、1つの水素結合上にある陽子は必ず1つ、1つの酸化物イオンの近傍にある陽子は必ず2つという2つの条件（アイスルール）を満たすようになった物体のことである。スピンアイスの例としてDy2Ti2O7やHo2Ti2O7などが挙げられ、これらの物体では単極子が分化し、スピンは凍結している。